# Wilma Gatta
Wilma Gatta (Tione di Trento, 1º dicembre 1956) è un'ex sciatrice alpina italiana.

## Biografia
Specialista delle prove tecniche originaria di Madonna di Campiglio, agli Europei juniores di Jasná 1974 vinse la medaglia di bronzo nello slalom speciale e nella medesima specialità ottenne il primo piazzamento in Coppa del Mondo, il 14 gennaio 1976 a Les Gets quando si classificò 5ª: tale risultato sarebbe rimasto il migliore della Gatta nel massimo circuito internazionale. Ai successivi  XII Giochi olimpici invernali di Innsbruck 1976, sua prima presenza olimpica, fu 7ª nello slalom gigante e non completò lo slalom speciale.
Nella stagione 1977-1978 in Coppa Europa vinse la classifica di slalom speciale e in quella successiva bissò il suo miglior risultato in Coppa del Mondo, il 19 gennaio 1979 a Meiringen nella medesima specialità (5ª); ai XIII Giochi olimpici invernali di Lake Placid 1980, sua ultima presenza olimpica, si classificò 10ª nello slalom speciale e l'ultimo risultato della sua carriera fu il 14º posto ottenuto nello slalom speciale di Coppa del Mondo disputato a Saalbach l'11 marzo dello stesso anno.

## Palmarès

### Europei juniores
- 1 medaglia[2][3]:
  - 1 bronzo (slalom speciale a Jasná 1974)

### Coppa del Mondo
- Miglior piazzamento in classifica generale: 32ª nel 1976

### Coppa Europa
- Vincitrice della classifica di slalom speciale nel 1978[3]

### Campionati italiani
- 7 medaglie[4]:
  - 3 ori (slalom gigante, combinata nel 1977; combinata nel 1978)
  - 4 argenti (slalom gigante nel 1975; slalom gigante nel 1976; slalom speciale nel 1977; slalom speciale nel 1978)